# Terataner elegans
Terataner elegans är en myrart som beskrevs av Bernard 1953. Terataner elegans ingår i släktet Terataner och familjen myror. Inga underarter finns listade i Catalogue of Life.

## Bildgalleri

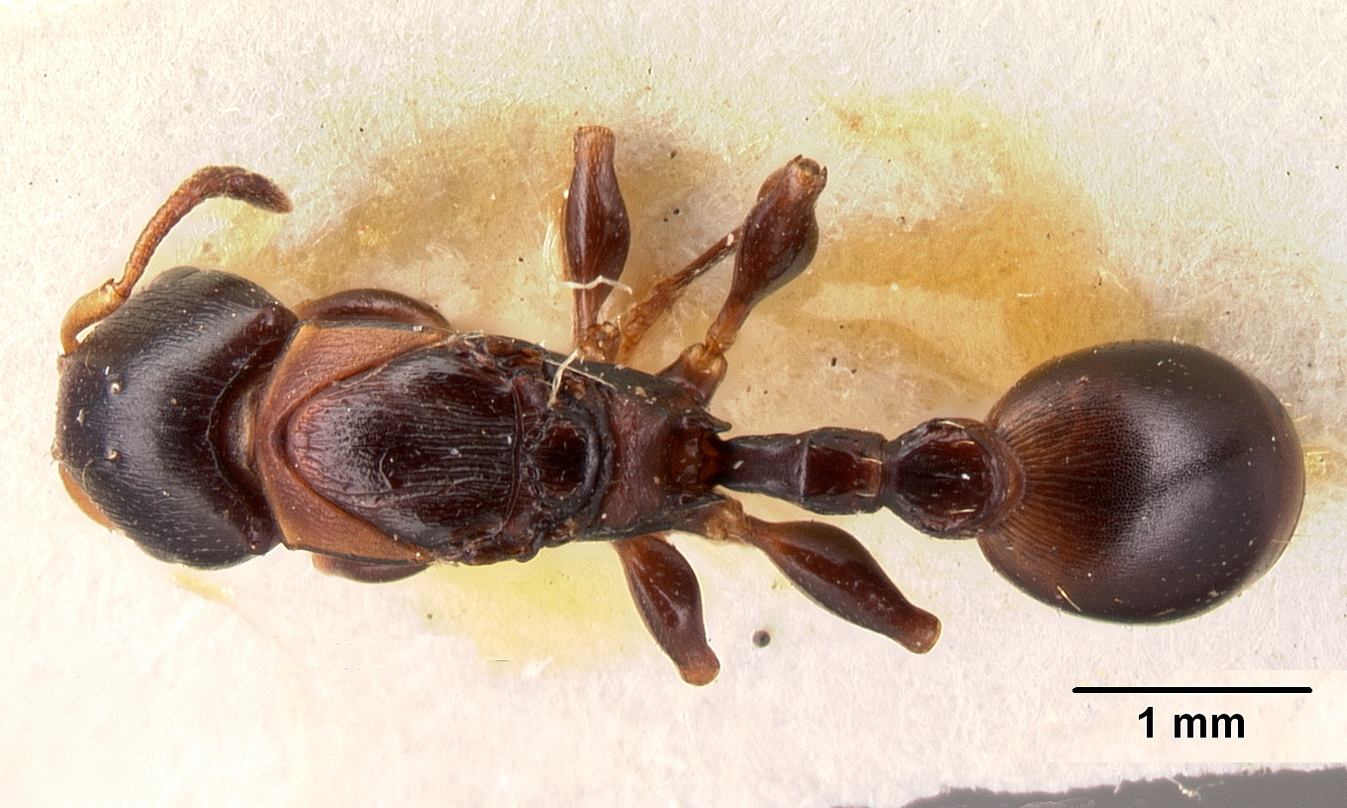
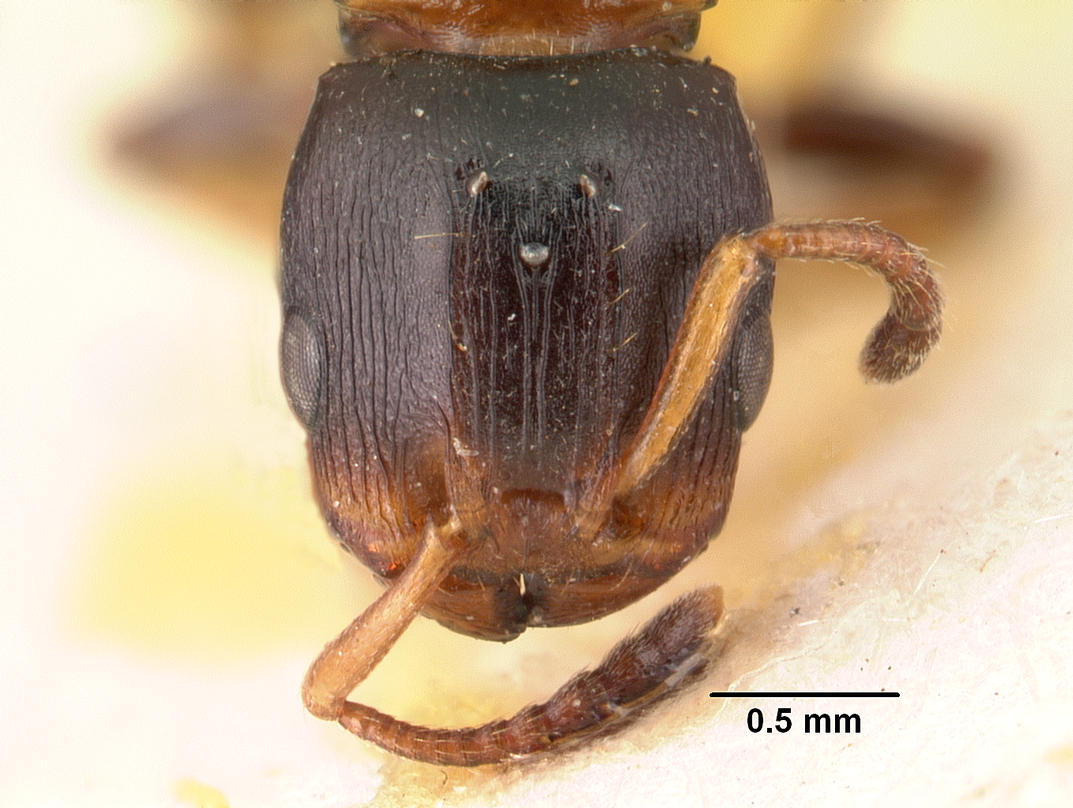
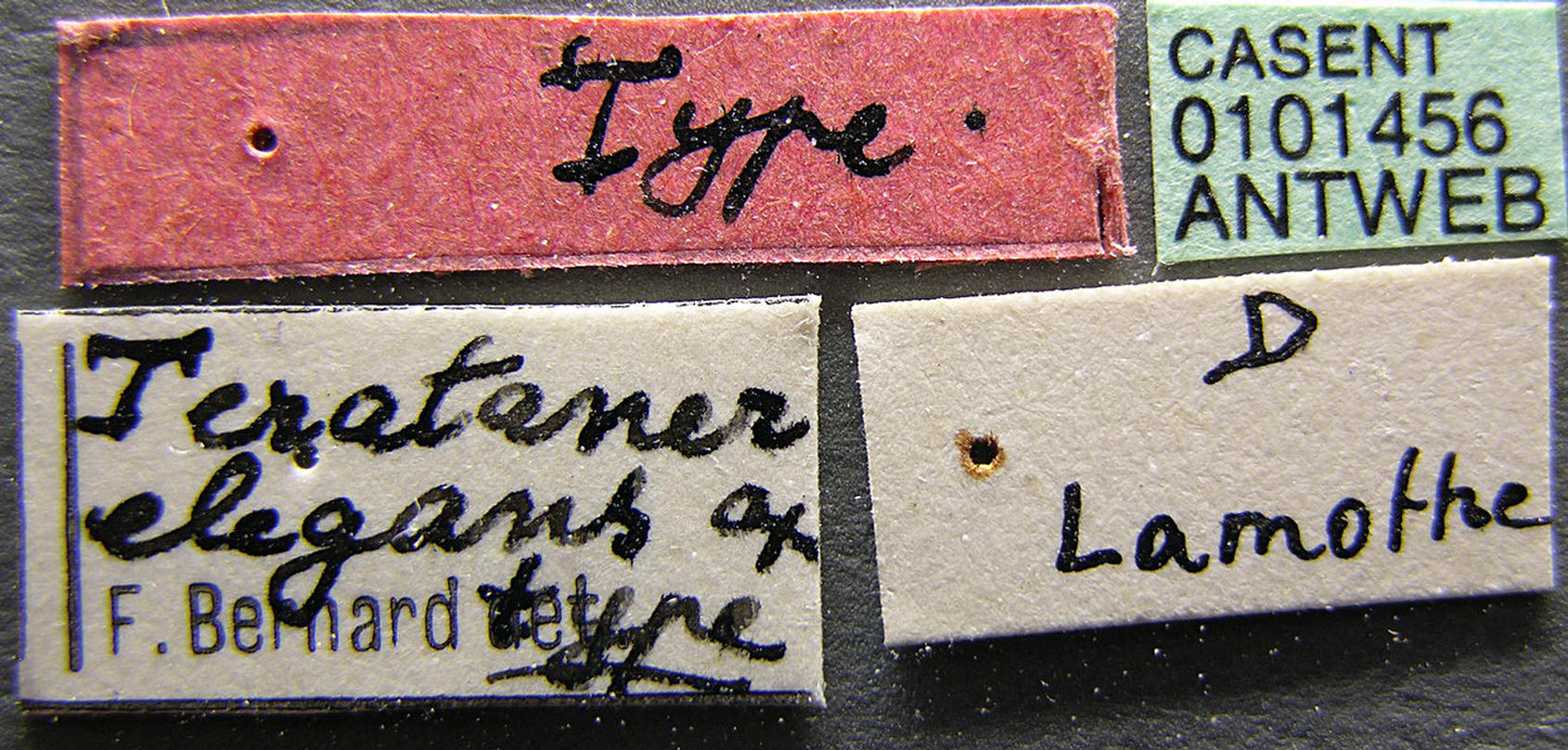
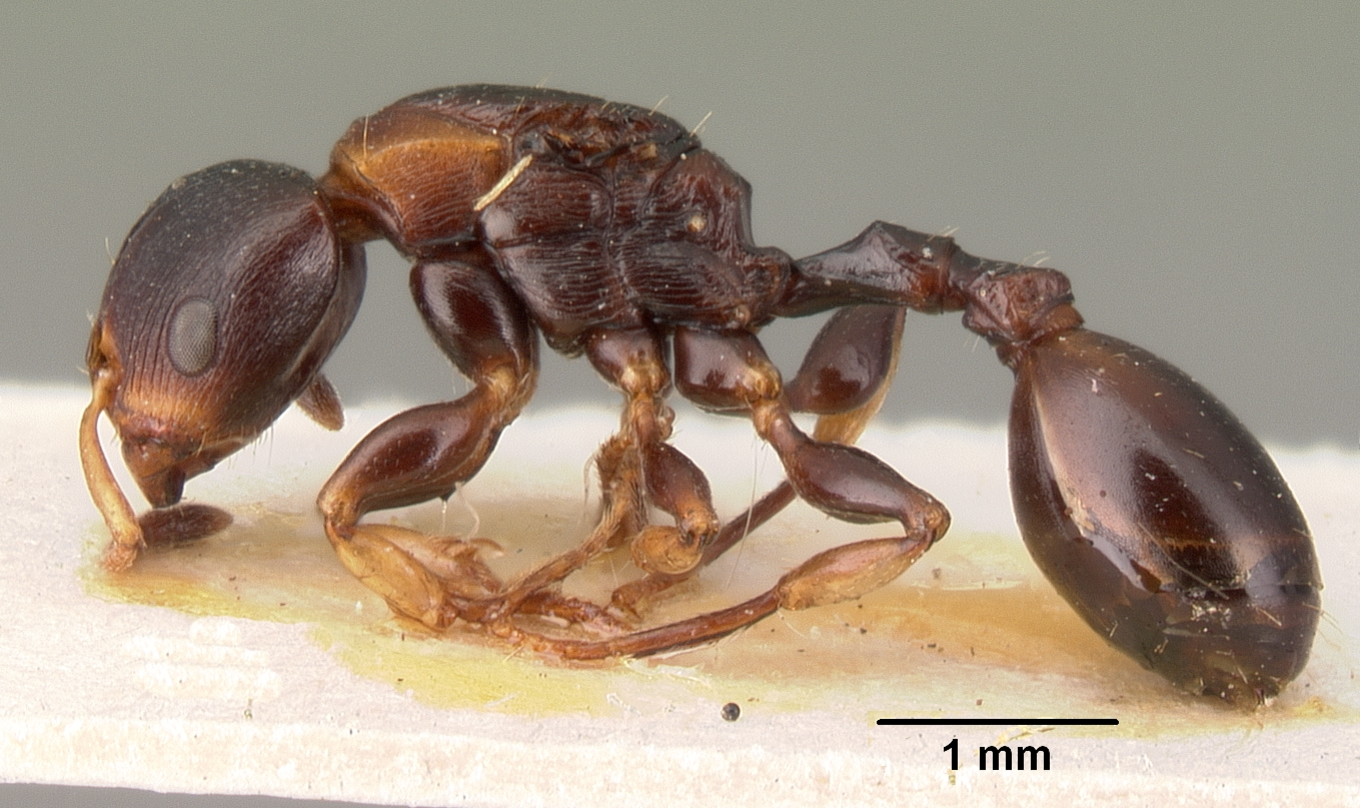
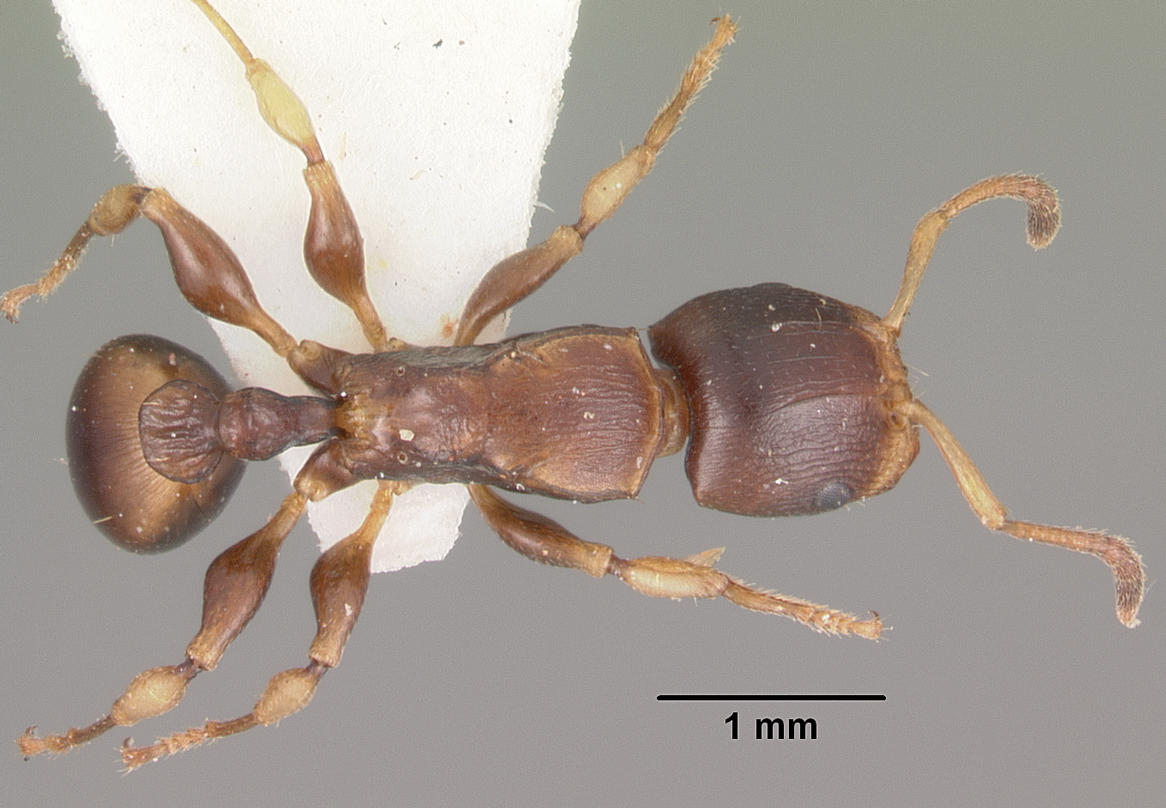
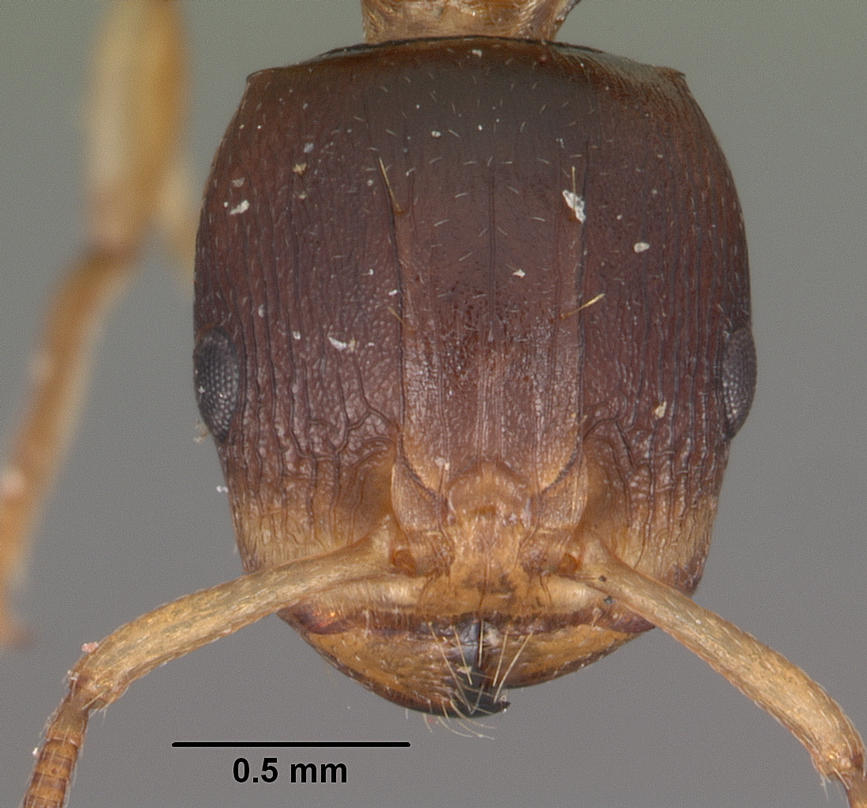